# الاسم الأول: كارمن (فلم)
الاسم الأول: كارمن (بالفرنسية: Prénom Carmen) فيلم جريمة، ودراما موسيقي فرنسي لعام 1983 من إخراج جان لوك جودار. الفيلم يستند إلى أوبرا كارمن بيزيه، كتب الفيلم آن ماري مييفيل وأنتجه آلان ساردي. الفيلم من تمثيل ماروشكا ديتميرز، وجاك بونافيه. حاز الفيلم على جائزة الأسد الذهبي في مهرجان البندقية السينمائي 1983.

## طاقم التمثيل
- ماروشكا ديتمرز: في دور كارمن
- جاك بوناف: في دور جوزيف بوناف
- ميريم روسيل: في دور كلير
- هيبوليت جيراردوت: في دور فريد
- كريستوف أودنت: في دور الشيف / القائد
- برتراند ليبرت: في دور الحارس الشخصي
- آلان باستيان ثيري: في دور خادم الفندق الكبير
- فاليري دريفيل: في دور المربية / الممرضة الرطبة
- كريستين بينيه: في دور امرأة من عصابة جوزيف
- جاك فيليريه: في دور الرجل الذي يأكل الزبادي
- جان لوك غودار: في دور جانو / عم كارمن

بالاشتراك مع: بيير آلان شابوي - أوديل روير - جان ميشيل دينيس - جاك برات - لوران دانجاليك - برونو باسكير - ميشيل شتراوس - إلويز بون - ساشا بريكت - جان بيير موكي.

## أحداث الفيلم
يبدأ الفيلم بصوت كارمن (ماروشكا ديتمرز)، مع لقطات للمدينة والبحر، وتقدم نفسها على أنها «الفتاة التي لا ينبغي أن تُدعى كارمن». تتدرب كارمن على الرباعيات الوترية المتأخرة لبيتهوفن. يعيش جينوت (جان لوك غودار) غريب الأطوار في مصحة حيث يهدد الطبيب بطرده إذا لم يبدأ في إظهار علامات المرض الحقيقي. تأتي كارمن لزيارته، ويتضح أنه صانع أفلام سابق وعمها الفاسد. تحاول كارمن وبعض الآخرين سرقة أحد البنوك. أثناء الفوضى الناجمة عن السرقة، تواجه كارمن حارس البنك الغير كفء «جوزيف» (جاك بوناف) وجهًا لوجه، ويقع الاثنان في الحب على الفور. تستمر الرباعية الوترية في التدرب. تتراجع كارمن وجوزيف إلى شقة العم جينوت، حيث تتذكر كارمن لقاءات سفاح القربى في طفولتها. تقول كارمن لجوزيف، نقلاً عن كلمات المسرحية الغنائية كارمن جونز: «إذا كنت أحبك، فهذه هي نهايتك». يلقى القبض على جوزيف ويقدم للمحاكمة، بينما تهرب كارمن مع فريد زعيم عصابتها. تكشف كارمن (في الفلاش باك) لجوزيف أن السرقة كانت تهدف إلى تمويل مشروع أكبر، وهو اختطاف مالك «شركة تصنيع كبيرة»، أو ابنته، بإدعاء تصوير فيلم مزيف أخرجه العم جينوت، وهو مخطط يفترض أن يحدث مرة واحدة فقط. يم تبرئة جوزيف بمساعدة محامي عام متحمس ودعم كلير المعنوي.
في هذه الأثناء، يقنع فريد العم جينوت بإخراج فيلم العصابة. يجتمع جوزيف مع كارمن في فندق تقيم فيه العصابة لتجديد علاقتهما والمشاركة في الاختطاف، لكن يبدو أن كارمن غير مهتمة بالخطة بشكل متزايد والعصابة تنبذ جوزيف. تسير الأمور من سيء إلى أسوأ بالنسبة لجوزيف حيث يوجه فريد كارمن لإخبار جوزيف أن الأمر انتهى، ويجبر جوزيف كارمن على الدخول في لقاء جنسي خسيس في الحمام حيث يتمتع بمشاهدتها. يصل يوم الاختطاف، ويصبح من المقرر أن يتم في المطعم في الفندق الذي تقيم فيه العصابة. يتواجد العم جينوت لإخراج الفيلم، إلى جانب الفرقة الرباعية الوترية، وفي النهاية الشرطة التي تبعت جوزيف.
يصمم جوزيف على مواجهة كارمن وحدها؛ وسمع طلقات الرصاص، وتسقط كارمن على الأرض. تتركها الشرطة ميتة، ويلقوا القبض على جوزيف. تسأل كارمن، في ذهول، عامل الفندق الشاب عما يطلق على وضع يكون فيه الأبرياء في جانب والمذنب في الجانب الآخر، عندما يكون كل شيء قد ضاع ولكنك لا تزال تتنفس والشمس لا تزال تشرق، ويجيب الشاب: «الفجر».

## استقبال الفيلم
منح موقع الطماطم الفاسدة الفيلم تقييم مقداره 89% بناء على آراء 9 نقاد فنيين.
كتب فنست كانبي من صحيفة نيويورك تايمز: «يقول صوت المرأة مع الموسيقى التصويرية:» لا أعرف الكثير، لكنني أعرف أن الأبرياء لا يسيطرون على العالم«، وهذه طريقة أخرى للقول إن أبرياء اليوم لا يرثون الكثير من الأرض. كان هذا هو الاقتراح الأول للكوميديا الجديدة الرائعة، والتأملية، والمفاجئة لجان لوك جودار، والتي تمضي بعد ذلك لتلمح إلى أن الأمل الوحيد للأبرياء هو بدء العالم كله مرة أخرى من الصفر... إن الفيلم، إلى حد بعيد، الأكثر حرية والأكثر تسلية في هذا العام، انه ليس فيلماً يمكن مشاهدته بطريقة كسولة، ولا ينبغي مشاهدته بعد عشاء ثقيل أو وضعه بين ارتباطات مهمة. إنه أمر واضح وغامض، ولست متأكدًا على الإطلاق من أن السيد جودار يمكنه شرح كل شيء فيه، أو حتى أنه ينبغي عليه ذلك».
كتب تايم اوت: «وأخيرًا، جودار في دور صانع أفلام منهكًا قابعًا في ملجأ للمجانين. لقد عاد جودار إلى أكثر أفلامه غموضًا منذ سنوات».
كتب موقع «أونلي ذا سينما Only the Cinema»: «أحد أعظم أفلام جان لوك جودار، وهو رواية مجزأة للأوبرا الكلاسيكية كارمن، يستخدم جودار القصة المألوفة كخيط رفيع يمر عبر فيلم يبدو مجرّدًا تمامًا بدون هذا السرد الكامل لتوحيده. تم الكشف عن الخصائص الرسمية للسينما، كما هو الحال غالبًا في أفلام جودا، والموسيقى التصويرية خاصة، حيث يتكون البناء الموسيقى التصويري من جزء من الفيلم، حيث يتداخل السرد مع المشاهد التي يتدرب فيها الرباعي الوتري على الموسيقى».
كتب لي هيل على موقع سينس اوف سينما Senses of Cinema: "الفيلم إلى حد كبير نجاحًا نقديًا وتجاريًا في الحلبة العالمية، مدعومًا بمنحه جائزة الأسد الذهبي في مهرجان البندقية السينمائي 1983، أصبح عدم ارتياح جودارد من "عودة الفيلم الطويل" أكثر وضوحًا مع أفلامه الأخيرة، هذه أفلام ممزوجة بمزيج من اليأس والحنين إلى الماضي، كما لو أن جودار، مثل شخصية صموئيل بيكيت، يقول للسينما: "لا يمكنني الذهاب، يجب أن أستمر".

## وصلات خارجية
- الاسم الأول: كارمن (فيلم) على موقع IMDb (الإنجليزية)
- الاسم الأول: كارمن (فيلم) على موقع روتن توميتوز (الإنجليزية)
- الاسم الأول: كارمن (فيلم) على موقع ألو سيني (الفرنسية)
- الاسم الأول: كارمن (فيلم) على موقع Turner Classic Movies (الإنجليزية)
- الاسم الأول: كارمن (فيلم) على موقع أول موفي (الإنجليزية)
- الاسم الأول: كارمن (فيلم) على موقع فيلمافينيتي (الإسبانية)
- الاسم الأول: كارمن (فيلم) على موقع قاعدة بيانات الأفلام السويدية (السويدية)
- الاسم الأول: كارمن (فيلم) على موقع قاعدة بيانات الفيلم (الإنجليزية)
- الاسم الأول: كارمن (فيلم) على موقع ليتربوكسد (الإنجليزية)
- الاسم الأول: كارمن (فيلم) على موقع كينوبويسك (الروسية)

https://www.rogerebert.com/reviews/carmen-1984 الاسم الأول: كارمن (فيلم)
https://www.indiewire.com/2013/10/hail-mary-first-name-carmen-and-jean-luc-godards-forgotten-80s-127428/ الاسم الأول: كارمن (فيلم)